# ホーボージュン
ホーボージュン （1963年 - ）は、日本のフリーライター。本名は斎藤 潤（さいとう じゅん）。東京都杉並区生まれ

## 人物
- 独自ブランド「HOBO WORKS」も手がける。
- 「ホーボージュン」とはペンネームであり、ホーボー（HOBO）とは英語で放浪者の意味。「ほうぼう行くんで」との説明もしている。
- 冒険、放浪、アウトドアなどをテーマにルポを行う。これまで取材・撮影のために世界のべ108カ国・13万5000キロに渡る旅を続けている。
- 現在『PEAKS』『BE-PAL』『山と渓谷』『フィールドライフ』などのアウトドア雑誌に連載中。
- 1歳下に妹、7歳下に弟。ふたりともデザイナーで弟の徹は現パーゴワークス代表。

## 資格
- 普通免許
- 二輪大型免許
- FIA国際C級サーキットライセンス
- 日本赤十字社水安法救助員(ライフガード)

## 経歴
1987年
- 熱狂的なオートバイ乗りだった大学在学中に、『パリ〜ダカールラリー』に憧れ、学生記者としてパリのスタートを取材。その記事が雑誌『Number』と『週刊朝日』に掲載される。 これが雑誌ライターとしてのデビューとなった。

1988年〜1989年
- TBSテレビのユーラシア大陸横断企画『キャラバン2』のメインドライバーに抜擢され、400日間をかけユーラシア大陸を横断。ポルトガルから韓国まで14カ国を走破する。担当したモデル車両はトヨタ・カローラ1600（4WD） で、撮影車両はトヨタ・ライトエース2000（4WD）。どちらもTRD（トヨタ・レーシング・デベロップメント）にて中近東向けのエンジンに換装した特別仕様車だった。その模様は1年半に渡って放映された。

1990年
- NHKテレビの番組クルーとして『South American Marathon Raid』に同行取材。ペルー、ボリビア、チリ、アルゼンチンの南米大陸4カ国/10,000マイルを走破、撮影する。ドライブした車両はトヨタ・4ランナー（日本名ハイラックス・サーフ）のV6・3000ccモデル。ラリー仕様車として足周りに8本のショックを備え、リアに200ℓのガソリンタンクを積んでいた。

1991年
- 『第13回パリ〜ダカールラリー』にプレスドライバーとして参加。トヨタ・ランドクルーザー80（HDJ81V）でサハラ砂漠を横断。全行程9200kmの取材と撮影を行う。

1992年
- 『第14回パリ~ル・キャップラリー』にプレスドライバーとして参加。トヨタ・ランドクルーザー80（HDJ81V）でアフリカ大陸を縦断。全行程1万2400kmの取材と撮影を行う。
- 『第1回ロシアンラリー』にホンダのオフロードバイク、ドミネーター650で参戦し、ロシア共和国を1,000kmに渡り走破する。
- 『パリ〜モスクワ〜北京マラソンレイド』にNHKテレビの撮影クルーとして参加。トヨタ・4ランナーV6でユーラシア大陸を横断。シルクロード天山山脈北部ルートを辿り、カラクム砂漠、タクラマカン砂漠、ゴビ砂漠など全行程1万6000kmの撮影を行う。

1993年
- マイナス34.2℃の厳冬期の知床半島にてキャンプ取材。
- この頃から、遠泳レース、MTB耐久レース、トライアスロンなど人力レイドに挑戦を開始。

1994年
- 『第16回パリ〜ダカールラリー』に日産プライベートチーム「Nissan Private Japon」から初参戦。日産・テラノV6（オートマ車両）で市販車無改造クラスに出場し、 総合53位で完走。総距離1万3379km。完走率は47%だった。
- 当時アウトドア業界で取り上げられ始めた環境・資源・エネルギー問題への関心から、ラリー活動と平行してゼロエミッションカー(排気 ガスゼロのクルマ)での活動を開始。アメリカでEVレースを取材。
- 日本初のソーラー自転車を製作し、友人らと東京〜秋田700kmの旅を行う。
- 国内にて人力アドベンチャーレースへの参戦多数。

1995年
- 冬・阪神大震災直後より神戸市長田区でボランティア活動。個人ボランティアを組織化し「長田ボランティアセンター」を立ち上げる。
- 夏・震災ボランティアで共に活動を行っていたNGO団体「ピースボート」の外洋船に乗り込み、南太平洋7,000海里を27日間にわたり航海。
- 秋・国内最強のフルトライアスロンレース「ジャパンカップ佐渡大会」に初出場し、完走を果たす。
- 秋・国内最強の山岳レース「第2回 24時間耐久・長谷川恒男カップ」に参戦し完走。

1996年
- 冬『第18回パリ〜ダカールラリー』に日産系のセミワークスチームからナビゲーターとして参戦。新型テラノV6（オートマ車両）で市販車無改造クラスに出場し、総合60位で完走。これはニューモデルの国内発売と同時に パリダカ完走を目指す画期的なチャレンジだった。総距離は7,459km。完走率は42%だった。
- 秋・再び「ジャパンカップ・トライアスロン」を完走し、念願の“アイアンマン”になる。同時に「長谷川恒男カップ」にも2年連続で出場し、完走する。

1997年
- 世界最高峰の人力アドベンチャーレース「レイドゴロワーズ・レソト大会」に日本人プレスとして初同行し、それまで日本人の入国記録のなかった“天空の王国”レソト王国を旅する。
- WWF世界自然保護基金の仕事でケニア・マサイマラを訪れ、野生動物を撮影、取材。
- 秋・「ジャパンカップトライアスロン佐渡大会」に3度目の完走。
- 秋・「レイドゴロワーズ」の試走探査隊に参加し、赤道直下のエクアドルを探査。

1998年
- 冬・トヨタ・ランドクルーザー100の市販を記念し「ル・マンの帝王」ことジャッキー・イクスとサハラ砂漠をツーリング。
- 春・再びケニアを訪れ、野生動物撮影をするとともにマサイ族とキャンプを行う。
- 夏・赤道直下のエクアドルで行われた「レイドゴロワーズ・エクアドル大会」の試走探査隊に日本人代表として参加、アドベンチャーレースへの傾倒が強まる。
- 夏・世界最高峰の活火山コトパキシに登山し、海抜6,000ｍの世界を体験。高山病で意識を失い、人生初めての浮遊体験をする。
- 秋から自作MTBによる南米大陸縦断（赤道～マゼラン海峡）の放浪旅に出発。ヒッチハイクや輪行を含め、8カ月8,000キロに及ぶ放浪旅を満喫。この時の体験をアウトドア雑誌『Outdoor Equipment』に「ホーボーデイズ」というタイトルで連載し大人気を博す。ちなみにこの連載よりホーボージュンのペンネームを使い始めた。（これには紀行作家に同姓同名の斎藤潤が、オートバイ小説家に斎藤純氏がおりしばしば混同されたことが原因にもなった。当時インタビューに対し「お互い本名だけど、向こうの方が年上なんで自分が文句をいう筋合いじゃない」とコメントしている）

1999年
- 大陸最南端のウシュアイアに到達し、バイク旅を終了。ここからは地球一周の航海中であったピースボートに乗り込み、南洋の島々を経由しつつ31日間かけて太平洋を横断。4月に日本に帰国。

2000年
- 冬・妙高山に篭り、スノーボードの特訓を開始。バックカントリーのスキルアップを計る。
- 夏・「レイドゴロワーズ・トランスヒマラヤ大会」の同行取材で初のヒマラヤ山脈へ。海抜5,000ｍを超える山々を旅するほか、激流でのラフティングを体験、撮影。
- 夏・「第1回サバニ帆漕レース」に出場し優勝。これは沖縄サミットを記念して開催された沖縄の伝統的な帆船「サバニ」によるレース開催を取材に現地に趣いたのだが、沖縄水産高校のクルーを取材中に意気投合。そのまま体育教官室に寝泊まりさせてもらい練習を行い、レースに参加する。

2001年
- 夏「第2回サバニ帆漕レース」出場。前年と同じく沖縄水産高校チームクルーとして参加し、準優勝を果たす。

2002年
- 夏・3年連続で「サバニ帆漕レース」に出場。3位入賞。

2003年
- 夏・4年連続で「サバニ帆漕レース」に出場。4位。
- 夏・沖縄本島～奄美大島をシーカヤック（FeatherCraft K-2）で横断。黒潮とカーチベー（季節風）の力を利用し無事に成功。漕破距離約250キロ、日数は7泊8日だった。
- 献血をきっかけに自らがC型肝炎に罹患し、慢性肝炎を発病していることを知る。北里大学病院への通院を始めるが当時はまだ治療薬がなく“不治の病”とされていたため、家族にも病気は秘密にしていた。
- 秋・MTBでフランスへサイクリング旅行＆取材。
- 冬・雑誌『BE-PAL』（小学館）の特集企画の一環で「四国遍路」の現地取材を行う。この際に弘法大師空海と般若心経が唱える「空」の概念に強く惹かれ、その後プライベートで歩き遍路（野宿による歩き遍路）へと出発。この経験をもとに歩き遍路のための野宿ガイド『四国 お遍路バックパッキング』を編纂、出版した。

2004年
- 夏・5年連続で「サバニ帆漕レースへ」出場。この大会では沖縄カヤックセンターの仲村忠明が手作りした大会最小の小舟「ニヌハ号」で完漕し、大会特別賞を受賞。ふたり乗船というミニマムなチャレンジが評価された。チームメンバーは他に画家の伊藤孝志と実業家の山崎元彰。ちなみにニヌハとは琉球語で北極星を現す。
- 秋・単身アラスカへ渡り、デナリ国立公園自然保護区の原野をトレッキング。この時、原野で道に迷い、4日間に渡って遭難状態になる。のちにこの時の模様を『WILDERNESS』（枻出版社）に「Lost in the Wild・デナリ空白の4日間」として発表。
- 秋・94年より『モノマガジン』で連載を続けてきたアウトドア道具にまつわるエッセイ集『実戦主義道具学』を単行本に編纂。ワールドフォトプレスより上梓した。

2005年
- 妻と別居。青春時代から長く暮らした東京･吉祥寺の街を離れ、湘南･茅ヶ崎の海辺のアパートに移り住む。
- プライベートな友人4人（ライターの村石太郎、コーディネーターの小雀陣二、ロイター社（当時）フォトグラファーの中尾ゆり、パタゴニア社（当時）の田中真也）とアラスカのカッパーリバーをラフトで下る。この時の模様を『BE-PAL』（小学館）に「ミッドナイトサントリップ」として発表。
- 夏・6年連続で「サバニ帆漕レース」へ出場。
- 夏・伝統的なサバニ「ニヌハ2号」で沖縄～奄美大島の海峡横断航海に出発。7日目の徳之島で水船になり、航海を断念。
- 旅のあと、近しい人間にC型肝炎を公表。北里大学病院へ入院。その後翌年夏まで1年8カ月にわたる闘病生活を送る。
- 冬・インターフェロン治療の副作用で全身の痛みと鬱がひどくなる。髪が全て抜け、自力で歩くこともままならなくなる。ボーダーコリーの仔犬を飼い始め、その世話をすることで毎日生きながらえる。仔犬には美しく、強く、聡明な犬になるように「ラナ」と名付ける。少年時代に好きだったアニメ『未来少年コナン』のヒロインから名前をとった。

2006年
- 夏・7年連続で「サバニ帆漕レース」へ出場。
- 前年に引き続き「ニヌハ2号」で沖縄～奄美大島の海峡横断航海に再度挑戦。成功。

2007年
- 冬・南米パタゴニアの世界的なトレイル「パイネトレイル」を約120キロに渡り単独トレッキング。この時の模様は『BE-PAL』の「オフザロード・パタゴニアへ行こう」として発表される。
- 夏・8年連続で「サバニ帆漕レース」へ出場。5位に入賞
- 夏・日本初のセーリングカヤックに乗り込み、九州～沖縄約600キロの海峡横断航海を行う。これは「ミーニシ」と呼ばれる季節風を使って黒潮を逆走する冒険的な試みだった。途中で記録的な低気圧に襲われ口之永良部島で航海を断念。フェリーにカヤックを積み込みトカラ列島を渡ったのち奄美大島から自走航海を開始。加計呂麻島、徳之島、沖永良部島、与論島、伊平屋島、伊是名島を経て沖縄に到着。メンバーは沖縄カヤックセンターの仲村忠明、Granstreamの大瀬志郎、FeatherCraft（カナダ・バンクーバー）のDouglas Simpson.　この遠征の模様は『BE-PAL』（小学館）に「ミーニシと渡り鳥」として発表される。

2008年
- アウトドアのフリーマガジン『FieldLife』（枻出版社）で折り畳み式シーカヤック（FeatherCraft/Wisper）を使った放浪旅の連載「パドリング・ホーボー」を開始。北海道礼文島から沖縄県西表島まで、国内のさまざまな海をシーカヤックで旅するようになる。連載初期から同行撮影はドレイ長兼カメラマンの山田真人が行っている。ちなみにドレイ世界では下に行けば行くほど位が高くなり、数多いホーボージュンのドレイの中でも「長」の座を得たのは山田真人だけである。
- 夏・9年連続で「サバニ帆漕レース」へ出場。

2009年
- 登山取材を精力的に行い、北海道、北アルプス、南アルプス、屋久島など日本各地を登山取材。
- 夏・10年連続で「サバニ帆漕レース」へ出場。これをもって一旦活動を休止する。

2010年
- 南米パタゴニアのナバリノ島にある「世界最南端のトレイル」を単独で歩く。これはティエラ･デル･フエゴ（フエゴ諸島）にあるチリ領の島で、有人島としては世界最南端に位置する。かつては原住民のヤーガン族が居住していたエリアで、チャールズ・ダーウィンの『ビーグル号航海記』に記録が残っている。23泊24日の長旅。焚き火を熾して棒ラーメンを食べた。この時の旅の模様は『BE-PAL』（小学館）に「フィンデルムンド・世界最南端のトレイルを歩く」として発表。
- エッセイ集『実戦主義道具学2』をワールドフォトプレスより上梓。
- 登山装備にまつわる本格的なレファレンスブック『山岳装備大全』を山と渓谷社より上梓。共著は村石太郎。撮影は永易量行。
- 冬・東北・北海道へスノートリップ。車中泊をしながら2カ月に渡ってスノーボーディング。

2011年
- 春・東日本大震災の発生を受け、現地でボランティア活動。福島原子力発電所のメルトダウン事故を契機に脱原発の立場をあきらかにし、自然エネルギーを使った発電とライフスタイルの転換を提唱するようにになる。

2012年
- 春・『モノマガジン』で22年間に渡り続けてきた連載「実戦主義道具学」が200回を迎え、最終回となる。最後に取り上げた道具は既存の道具やメーカーが作る商品ではなく、自らの「手」だった。
- 秋・瀬戸内海300kmをシーカヤックで横断する「第12次瀬戸内カヤック横断隊」に初参加。完漕を果たす。これは海洋ジャーナリストの内田正洋が自らの身体で海洋を知ることプロガイドのスキルアップのために始めた遠征で、他に類を見ない長期かつハードなツアー。かつてACP時代の兄弟子であった内田の隊に参加することは本人にとって非常に感慨深いものがあった。この遠征の模様は『WILDERNESS』（枻出版社15年3月刊）に発表された。

2013年
- 春・ニセコから日本海までをスノーボードで繋ぐ「ニセコオートルート」の旅を敢行。
- 夏・伝説のアウトローが隠れていたと言われる米国ワイオミング州の「ホール･イン･ザ・ウォール」を現地のカウボーイとともに馬で旅する。本格的なホースバックトレッキング。

2014年
- 夏・北緯66.6度を超える「北極圏」の旅へ。白夜の中クングスレーデン（王様の散歩道）を歩くとともに、スウェーデン最高峰のケブネカイセ山に登頂。
- 夏・イエローストーン国立公園をトレッキング。

2015年
- 秋・前年に引き続き「第13次瀬戸内カヤック横断隊」に参加。

2016年
- 春・バックカントリースノーボードの活動を深化。羊蹄山の山頂から滑り降りる。
- 春～秋・4カ月連続で4カ国を放浪する「アジアンホーボーバックパッキング」の旅を敢行。香港、ベトナム、台湾、モンゴルを旅し、その模様をWEBサイトAkimamaで連載。

2018年
- 春・『FieldLife』にて10年に渡り続けてきたシーカヤックツーリングの連載「パドリングホーボー」が最終回を迎える。北海道から沖縄まで32エリアを旅した日本を代表する海洋航海紀行となった。単行本化を予定。

2020年
- 秋・自身がデザインしたソロテント「ホーボーズネスト2」がグッドデザイン賞を受賞。

など。（外部リンクを参照。）

## 著作

### 書籍
- 四国お遍路バックパッキング 2003年 小学館　ISBN 4093667012
- ワールド・ムック508・実戦主義道具学 2004年 ワールドフォトプレス
- ワールド・ムック814・実戦主義道具学2 2010年 ワールドフォトプレス
- 山岳装備大全 2010年 山と渓谷

### 雑誌（連載）
- Walk on the WILDSIDE 枻出版社フィールドライフ
- GRAGE VERSUS 小学館 BE-PAL
- GTR　山と渓谷社 山と渓谷

など。